# کوئلنترامید
کوئلنترامید (به انگلیسی: Coelenteramide) با فرمول شیمیایی C25H21N3O3 یک ترکیب شیمیایی با شناسه پاب‌کم 159397 است. که جرم مولی آن ۴۱۱٫۴۵۲۵۴ گرم بر مول می‌باشد. 